# クロスワープ
株式会社クロスワープ（CROSSWARP Inc.）は東京都品川区に本社を置く、Eコマース(電子商取引)、知財保護・知財流通促進（コンテンツセキュリティ）事業分野で業務特化型クラウドサービス (SaaS) を提供する会社。

## 主な部門
- e-コマース事業部 - 大規模Eコマース（電子商取引）、ファンクラブ運営支援クラウドサービス 「MODD」の開発と提供。
- IP事業部 - コンテンツの保護と流通促進のサポートを行う「Asset Manager」の開発と提供。

## 沿革
- 2001年10月 株式会社クロスワープを設立
- 2005年8月 事務所を現住所（東京都渋谷区東2丁目）に移転
- 2008年4月 Winny、Share、BitTorrent、PerfectDarkなどを監視するP2PFINDER提供開始
- 2015年12月 事務所を現住所（東京都千代田区麹町2丁目）に移転
- 2020年10月 事務所を現住所（東京都品川上大崎3丁目）に移転
- 2022年8月 e-コマース事業部を株式会社 Commerce Crew、IP 事業部を株式会社 Flowとしてそれぞれ分社・子会社化。